# Larga vida al rock and roll
Albums de Barón Rojo
Volumen brutal
(1982)
Larga vida al rock and roll est le premier album studio du groupe de heavy rock espagnol, Barón Rojo sorti en 1981.
L'album est dédié à la mémoire de John Lennon, assassiné peu de temps avant, le 8 décembre 1980 à New York. L'album est disco d'or, ce qui permet au groupe de tourner dans toute l'espagne et de faire parler d'eux à la television, la radio et la presse.
La premiere chanson à sortir en single est Con botas sucias, dont les initiales font référence à CBS, la maison de disques de Coz, le précédent groupe des frères De Castro, qui les avait empêché de faire un disque de rock. En face B, il y avait Chica de la ciudad.
Un deuxième single est sorti avec Barón Rojo et Larga vida al rock and roll.

## Musiciens du groupe
- Armando De Castro : guitares, chœurs, talk-box sur Con botas sucias, chant sur Anda suelto Satanás.
- Carlos De Castro : guitares, chant sur Los desertores del rock, Larga vida al rock and roll et Chica de la ciudad.
- Jose-Luis Campuzano : basse, chant sur Con botas sucias, El pobre, El presidente y Barón Rojo.
- Hermes Calabria : batterie.

## Liste des titres
1. Con botas sucias (Armando de Castro)
2. Anda suelto Satanás (Luis Eduardo Aute)
3. El pobre (José Luis Campuzano, Carolina Cortés)
4. Los desertores del rock (Carlos de Castro)
5. Efluvios (Armando de Castro, Carlos de Castro)
6. Larga vida al rock and roll (Armando de Castro, Carlos de Castro)
7. El presidente (Armando de Castro)
8. Chica de la ciudad (Armando de Castro, Carlos de Castro)
9. Barón Rojo (José Luis Campuzano, Carolina Cortés)